# Kryptopterus minor
Kryptopterus minor (Скляний сом малий) — вид риб з роду Kryptopterus родини Сомові ряду сомоподібні.

## Опис
Загальна довжина сягає 6,8 см. Голова загострена, трохи сплощена. Очі середнього розміру. На кінчику носа є 2 тонкі вуса. Рот розташовано у центрі. Тулуб подовжено, сплощено з боків. Спинний плавець відсутній. Грудні плавці маленькі. Анальний плавець довгий, складається з 60-64 променів. Хвостовий плавець сильно роздвоєно, нижня лопать довша за верхню.
Тулуб майже повністю прозорий: помітно скелет та плавальний міхур. Дорослі особини мають блідо-жовтуватий або синюватий відтінок.

## Спосіб життя
Є бентопелагічною рибою. Зустрічається у річках та лісових струмках з помітною течією та рясною рослинністю й камінням. Утворює косяки середнього розміру. Плаває постійно, але повільно. Активний вдень. Живиться дрібними водними безхребетними.
Тривалість життя становить 5 років.

## Розповсюдження
Мешкає у водоймах західної частини о.Калімантан.